# 시로와 하야테
시로와 하야테(일본어: 城和 隼颯, 1998년 8월 25일~)는 일본의 축구 선수이다.

## 구단 경력
그는 2021년 J2리그의 더스파구사쓰 군마(더스파 군마)에 입단했다. 2024년까지 95경기에 출전하여, 1득점을 넣었다. 2024년 8월 몬테디오 야마가타로 이적했다.